# Mauser M1924
Mauser M1924 (serb. Mаузер М1924) – jugosłowiański karabinek powtarzalny kalibru 7,92 milimetra produkowany w latach 1928–1941 przez Fabrykę Broni Kragujevac. Podstawowa broń długa armii jugosłowiańskiej przed i w czasie II wojny światowej.

## Opis konstrukcji
Karabinek Mauser M1924 swoją konstrukcją i parametrami odpowiadał czechosłowackiemu karabinkowi vz. 24. Różnice między nimi to:
- muszka w karabinku jugosłowiańskim osadzona była na wylotowej części lufy przy pomocy pierścieniowej obejmy,
- łoże karabinka jugosłowiańskiego nie miało żłobków chwytowych,
- strzemiączko do pasa nośnego na dolnej krawędzi kolby w karabinku jugosłowiańskim położone było blisko chwytu pół pistoletowego.

## Oznaczenie
Na grzbiecie komory zamkowej wyryty herb Królestwa Jugosławii, poniżej oznaczenie wzoru – napis cyrylicą serbską MODEL 1924, z prawej strony komory zamkowej wybity numer fabryczny, z lewej napis cyrylicą KRALJEVINA JUGOSLAVIJA oraz dalej nazwa wytwórni i miejscowości WOJ. TECH. ZAWOD-KRAGUJEWAC.

## Źródło
- Witold Głębowicz, Roman Matuszewski, Tomasz Nowakowski: Indywidualna broń strzelecka II wojny światowej. Warszawa: Magnum X, Bellona, 2010, s. 36. ISBN 978-83-11-11804-1.